# St.-Anna-Kapelle (Passau)

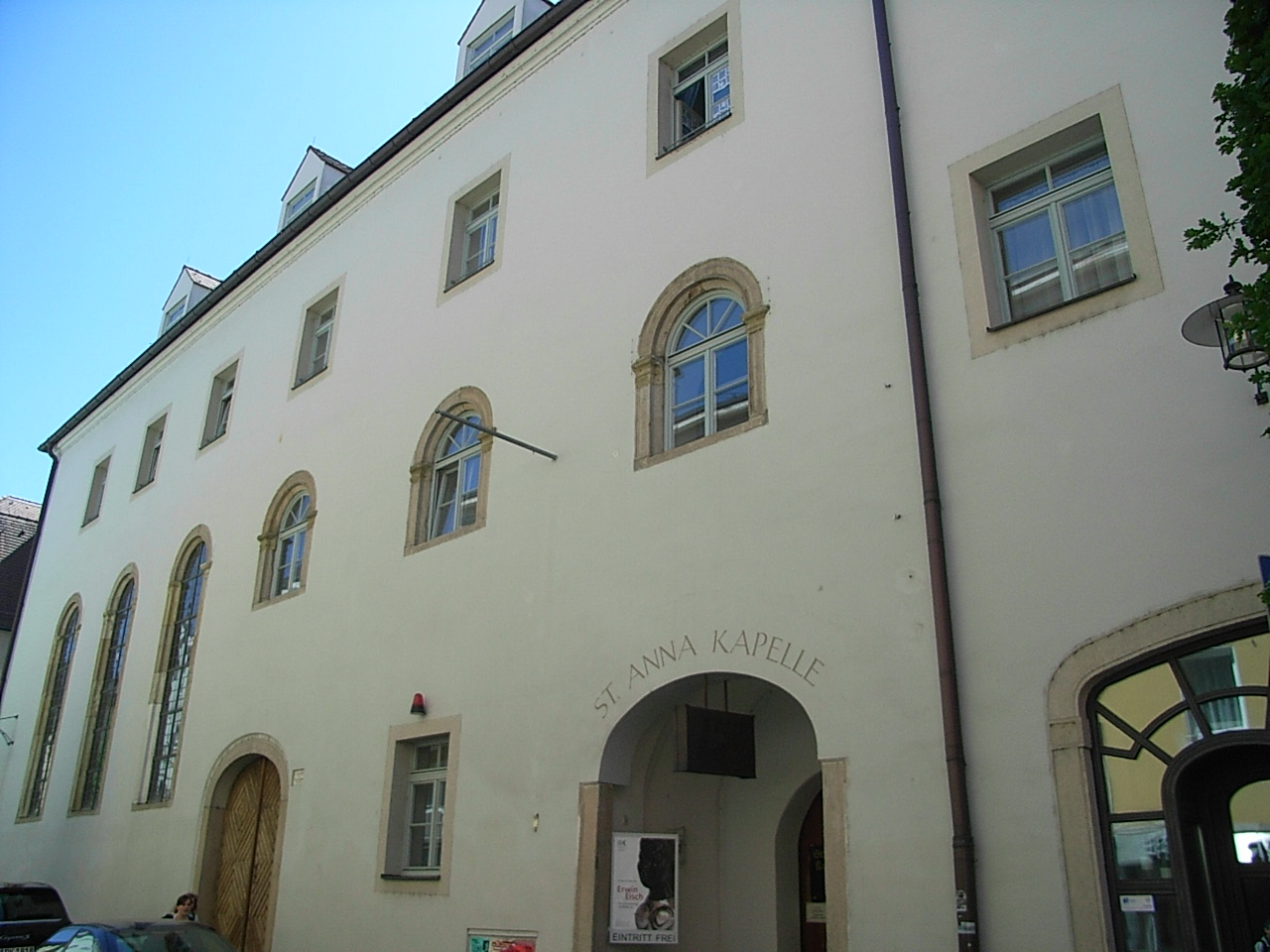
Zugang zur Kapelle an der Heiliggeistgasse

Die Sankt Anna-Kapelle ist ein heute profaniertes Kirchengebäude des ehemaligen Franziskaner-Konvents in Passau. Der ab 1564 errichtete Sakralbau wurde im Jahr 1588 vollendet. Die Sankt Anna-Kapelle wird seit den 1960er Jahren vom 1949 gegründeten Kunstverein Passau als Veranstaltungs- und Ausstellungsraum genutzt.
Kunsthistorisch ist die Sankt Anna-Kapelle sehr wertvoll durch ihre Deckenfresken mit einem einzigartigen Bildprogramm, durch das schöne Netzrippengewölbe im Kapellenraum und durch die einzigartige Stilmischung von Nachgotik und Renaissance. Außerdem ist sie vor allem für die Stadt Passau von Bedeutung, weil wegen der großen Stadtbrände im 17. Jahrhundert nur wenige Baudenkmäler dieser Art und aus dieser Zeit erhalten blieben.

## Kunstgeschichte
Die Sankt Anna-Kapelle ist wegen ihrer Stilmischung von Nachgotik und Renaissance und durch die Tatsache, dass sie den Stadtbrand vom 17. April 1662 unbeschadet überstand, eines der bedeutendsten Kulturdenkmäler Passaus. Beim Stadtbrand vom 29. Juli 1680 wurde zwar das Kloster zerstört, aber die Kapelle blieb weitgehend unversehrt erhalten.
Mehr als 50 Jahre nach der Entstehung der letzten Kunstwerke des ausklingenden Mittelalters in der Spätgotik entstand hier noch einmal ein Bau, der in Grund- und Aufriss die gotische Tradition aufgreift und in dem das sonst schon fast vergessene Netzrippengewölbe noch einmal errichtet wurde. In der Sankt Anna-Kapelle ist eine flache Längstonne mit einem Dreiparallelrippengewölbe mit parallel laufenden Rippen und jochtrennenden Gurtbögen in einfacher Rippenbreite unterlegt, wodurch sich eine Fülle von sich überschneidenden Schrägrippen und von kleinen Rauten ergibt. Die Rippen tragen das Gewölbe nicht mehr, sie dienen nur zur Dekoration und bieten viel Platz für die Fresken. Die Fenster und die Außenfassade sind im Stil der Renaissance errichtet.
Baumeister der Klosteranlage war höchstwahrscheinlich Leonhard Uttner, der u. a. an der Alten Residenz in Passau tätig war, zudem wird er auch als Baumeister des Rippengewölbes der Salvatorkirche in der Passauer Ilzstadt angenommen.

## Gewölbemalereien
Das Gewölbe der Kapelle ist zur Gänze ausgemalt, auch die Fensterlaibungen weisen – allerdings etwas später entstandene – Arabesken-Malereien auf. Die Malereien im Chor, an den Enden der Gewölbejoche und Stichkappen stellen halbfigurige Rundbilder dar: Der Apsisbereich zeigt eine Deesis mit Christus in der Mitte, links davon Maria und zur Rechten Johannes den Täufer. An den Enden der Gewölbejoche sind die zwölf Apostel dargestellt, sechs auf jeder Seite. In den Stichkappen finden sich weitere vierzehn Personen aus dem Alten Testament, unter anderem David, Moses, Abraham und Salomon.

## Nutzungsgeschichte
Im Jahre 1588 wurde das durch Fürstbischof Urban von Trennbach (1561–1598) ab 1564 begonnene Franziskanerkloster in der Heiliggeistgasse vollendet. In diesem Jahre wurden laut der Stiftungsurkunde das auf Kosten des Bischofs und des Hochstifts errichtete Kloster den Franziskanern übergeben. Um den Platz für den weitläufigen Klosterbau zu gewinnen, wurden einige Bürgerhäuser, darunter das sogenannte Frauenhaus (= Bordell) abgerissen. Erst im Jahre 1613 wurde die große Klosterkirche, die heutige Votivkirche am Anfang der Fußgängerzone, erbaut. Bis dahin diente die kleine, in den Klosterkomplex eingefügte Sankt Anna-Kapelle als Klosterkirche, später als Hauskapelle der Franziskaner. Das Franziskanerkloster bestand bis zu seiner Aufhebung in der Säkularisation im Jahre 1830 (am 31. Mai 1830 kam aus München der Aufhebungsdekret des Klosters), zu dieser Zeit bildeten 35 Ordensleute das Konvent Sankt Anna.
Die Kapelle selbst wurde nie verkauft, sie blieb seit der Säkularisation immer im Besitz der Stadt Passau, genauer gesagt, im Besitz der Bürgerlichen Heiliggeist-Stiftung, wobei ihre Nutzung ständig variierte. Zunächst wurde sie von den einmarschierten Franzosen als Magazin verwendet, während das Kloster französisches Militärquartier wurde. Anschließend fungierte sie als Zeughaus für die Passauer Bürgerwehr. Bereits damals wurden die Deckenfresken übermalt, so blieben sie zum Glück gut konserviert unter der Kalkschicht erhalten.
Ab 1837 wurde der restliche Gebäudekomplex für eine „Beschäftigungsanstalt für Wohnungs- und Mittellose“ verwendet und für die Armen- und Krankenbetreuung. Seit 1889 bis in die 1960er Jahre diente die Sankt Anna-Kapelle als städtische Warmbade-Anstalt, viele ältere Passauer Bürger können sich noch an die Badebesuche hier erinnern, da die meisten Wohnungen der Altstadt keine Bäder besaßen. Parallel dazu befand sich hier auch noch die öffentliche Waage.
Danach nutzte der Kunstverein Passau e.V. ausschließlich den Kapellenraum als Ausstellungs- und Veranstaltungsraum. Der Zugang erfolgte durch das Holztor, das auch heute noch in der Heiliggeistgasse sichtbar ist. Die erste große Renovierung der Räume fand allerdings erst 1964 statt, im Zuge dieser Arbeiten wurden auch die Deckenfresken aus der Renaissance-Zeit entdeckt, die Malereien befanden sich durch die Konservierung unter der Kalkschicht alle im Originalzustand und wurden vom Maler Gotthard Bauer aus München-Solln freigelegt: „In der Stadt Passau ist der König David wieder sichtbar geworden.“
Im Jahr 1987 fand eine weitere Modernisierung statt, die vor allem die technische Ausstattung betraf, in den Jahren 1991 bis 1993 wurde die gesamte Klosteranlage erneut renoviert und das in den oberen Geschossen und im nachbarlichen Gebäudetrakt befindliche Seniorenheim modernisiert. Der Kreuzgang wurde geöffnet, der Innenhof zugänglich gemacht, seitdem hat sich die Ausstellungsfläche für den Kunstverein fast verdoppelt. Übers Jahr veranstaltet der Kunstverein ca. zehn Ausstellungen mit moderner Kunst.